# Królowe Węgier

## Koronowane królowe Węgier

### Arpadowie, 1000–1038
| Obraz | Imię            | Ojciec            | Narodziny | Małżeństwo | Początek panowania                                  | Koniec panowania                 | Śmierć         | Mąż             |
| ----- | --------------- | ----------------- | --------- | ---------- | --------------------------------------------------- | -------------------------------- | -------------- | --------------- |
|       | Gizela Bawarska | Henryk II Kłótnik | 985       | 995        | 25 grudnia 1000/ 1 stycznia 1001 koronacja małżonka | 15 sierpnia 1038 śmierć małżonka | 7 maja 1033/65 | Stefan I Święty |

### Orseolo, 1038/44–1041/46
| Obraz | Imię                   | Ojciec                 | Narodziny | Małżeństwo | Początek panowania | Koniec panowania | Śmierć | Mąż           |
| ----- | ---------------------- | ---------------------- | --- | --- | --- | --- | --- | ------------- |
|       | Tuta?                  | nieznane               | nieznane | nieznane | nieznane | nieznane | nieznane | Piotr Orseolo |
|       | Judyta ze Schweinfurtu | Henryk ze Schweinfurtu | Obecnie panuje pogląd, że małżeństwo to jest wymysłem kronikarza tym bardziej, że Piotr Orseolo zmarł w 1046 r. (przed 1003 – 2 sierpnia 1058) | Obecnie panuje pogląd, że małżeństwo to jest wymysłem kronikarza tym bardziej, że Piotr Orseolo zmarł w 1046 r. (przed 1003 – 2 sierpnia 1058) | Obecnie panuje pogląd, że małżeństwo to jest wymysłem kronikarza tym bardziej, że Piotr Orseolo zmarł w 1046 r. (przed 1003 – 2 sierpnia 1058) | Obecnie panuje pogląd, że małżeństwo to jest wymysłem kronikarza tym bardziej, że Piotr Orseolo zmarł w 1046 r. (przed 1003 – 2 sierpnia 1058) | Obecnie panuje pogląd, że małżeństwo to jest wymysłem kronikarza tym bardziej, że Piotr Orseolo zmarł w 1046 r. (przed 1003 – 2 sierpnia 1058) | Piotr Orseolo |

### Aba, 1041–1044
| Obraz | Imię     | Ojciec | Narodziny | Małżeństwo | Początek panowania | Koniec panowania | Śmierć   | Mąż        |
| ----- | -------- | ------ | --------- | ---------- | ------------------ | ---------------- | -------- | ---------- |
|       | Nieznana | Gejza  | nieznane  | nieznane   | nieznane           | nieznane         | nieznane | Samuel Aba |

### Arpadowie, 1046–1301
| Obraz | Imię                    | Ojciec                  | Narodziny        | Małżeństwo             | Początek panowania                           | Koniec panowania                              | Śmierć                      | Mąż                    |
| ----- | ----------------------- | ----------------------- | ---------------- | ---------------------- | -------------------------------------------- | --------------------------------------------- | --------------------------- | ---------------------- |
|       | Anastazja Jarosławówna  | Jarosław I Mądry        | 1023             | 1039                   | 1046 wstąpienie na tron małżonka             | przed 6 grudnia 1060 śmierć małżonka          | 1074/96                     | Andrzej I              |
|       | Rycheza?.               | Mieszko II Lambert      | 22 września 1013 | 1039–43                | 1060 wstąpienie na tron małżonka             | 11 września 1063 śmierć małżonka              | 21 maja 1075                | Bela I                 |
|       | Judyta Salicka          | Henryk III Salicki      | 9 kwietnia 1054  | września 1063          | września 1063                                | sierpnia 1074 wygnanie małżonka               | 14 marca 1093/96            | Salomon                |
|       | Synadene                | Theodulos Synadenos     |                  | 1075                   | 1075                                         | 25 kwietnia 1077 śmierć małżonka              | po 1079                     | Gejza I                |
|       | Adelajda Szwabska       | Rudolf Szwabski         | 1067/70          | 1077 or po             | 25 kwietnia 1077 wstąpienie na tron małżonka | 29 lipca 1095 śmierć małżonka                 | 3 maja 1090                 | Władysław I Święty     |
|       | Felicja de Hauteville   | Roger I                 | 1078             | 1097                   | 1097                                         | 1102                                          | 1102                        | Koloman Uczony         |
|       | Eufemia Włodzimierzówna | Włodzimierz II Monomach |                  | 1104/12                | 1104/12                                      | 1113 odesłana                                 | 4 kwietnia 1139             | Koloman Uczony         |
|       | Krystyna z Kapui        | Robert I                |                  | 1120                   | 1120                                         | przed 1121                                    | przed 1121                  | Stefan II              |
|       | Adelajda Riedenburg     | Stefan II Riedenburg    |                  | po 1121                | po 1121                                      |                                               |                             | Stefan II              |
|       | Helena Raška            | Urosz I Wukanowicz      | po 1109          | 28 sierpnia 1127       | 1 marca 1131 wstąpienie na tron małżonka     | 13 lutego 1141 śmierć małżonka                | po 1146                     | Bela II Ślepy          |
|       | Eufrozyna Mścisławówna  | Mścisław I Harald       | 1130             | 1146                   | 1146                                         | 31 maja 1162 śmierć małżonka                  | 1186–93                     | Gejza II               |
|       | Nieznana                | Jarosław Ośmiomysł      |                  | 1167                   | 1167                                         | 1168 odesłana                                 |                             | Stefan III             |
|       | Agnieszka Babenberg     | Henryk Jasomirgott      | 1154             | 1168                   | 1168                                         | 4 marca 1172 śmierć małżonka                  | 13 stycznia 1182            | Stefan III             |
|       | Maria Komnena           | Manuel I Komnen         | 1144             | 1157                   | 14 stycznia 1163 wstąpienie na tron małżonka | 11 kwietnia 1165 śmierć małżonka              | 1190                        | Stefan IV              |
|       | Agnieszka z Châtillon   | Renald z Châtillon      | 1154             | 1170                   | 4 marca 1172 wstąpienie na tron małżonka     | 1184                                          | 1184                        | Bela III               |
|       | Małgorzata francuska    | Ludwik VII Młody        | listopada 1157   | 1185/86                | 1185/86                                      | 23 kwietnia 1196 śmierć małżonka              | sierpnia/września 1197      | Bela III               |
|       | Konstancja Aragońska    | Alfons II Aragoński     | 1179             | 1198                   | 1198                                         | 30 września/30 listopada 1204 śmierć małżonka | 23 czerwca 1222             | Emeryk                 |
|       | Gertruda z Meran        | Bertold IV              | 1185             | przed 1203             | 7 maja 1205 wstąpienie na tron małżonka      | 24 września 1213                              | 24 września 1213            | Andrzej II             |
|       | Jolanta de Courtenay    | Piotr II de Courtenay   | 1200             | lutego 1215            | lutego 1215                                  | 1233                                          | 1233                        | Andrzej II             |
|       | Beatrycze d’Este        | Aldobrandino I d’Este   | 1215             | 14 maja 1234           | 14 maja 1234                                 | 21 września 1235 śmierć małżonka              | 1245, przed 8 maja          | Andrzej II             |
|       | Maria Laskarina         | Teodor I Laskarys       | 1206             | 1218                   | 21 września 1235 wstąpienie na tron małżonka | 3 maja 1270 śmierć małżonka                   | 16 lipca or 24 czerwca 1270 | Bela IV                |
|       | Elżbieta Kumanka        | Kocjan                  | 1240             | około 1253             | 3 maja 1270 wstąpienie na tron małżonka      | 6 sierpnia 1272 śmierć małżonka               | po 1290                     | Stefan V               |
|       | Elżbieta Sycylijska     | Karol I Andegaweński    | 1261             | 1270                   | 5 września 1272                              | 10 lipca 1290 śmierć małżonka                 | c. 1300                     | Władysław IV Kumańczyk |
|       | Fenenna kujawska        | Ziemomysł inowrocławski | 1261             | wrzesień–listopad 1290 | wrzesień–listopad 1290                       | 1295                                          | 1295                        | Andrzej III            |
|       | Agnieszka Habsburg      | Albrecht I Habsburg     | 18 maja 1281     | 13 lutego 1296         | 13 lutego 1296                               | 14 stycznia 1301 śmierć małżonka              | 10 czerwca 1364             | Andrzej III            |

### Przemyślidzi, 1301–1305
| Obraz | Imię                      | Ojciec             | Narodziny | Małżeństwo          | Początek panowania  | Koniec panowania                                        | Śmierć           | Mąż         |
| ----- | ------------------------- | ------------------ | --------- | ------------------- | ------------------- | ------------------------------------------------------- | ---------------- | ----------- |
|       | Wiola Elżbieta cieszyńska | Mieszko cieszyński | 1290      | 5 października 1305 | 5 października 1305 | 9 października 1305 zrzeczenie się tronu przez małżonka | 21 września 1317 | Władysław V |

### Wittelsbachowie, 1305–1308
Młodsza linia dolnobawarska uzyskała w osobie Ottona III w latach 1305–1308 tron Węgier.
W czasie walk o tron węgierski jakie toczyły się od 1301 po śmierci Andrzeja III, ostatniego króla Węgier z dynastii Arpadów, pomiędzy Przemyślidami, Habsburgami a Andegawenami, Otto Bawarski (będący wnukiem Beli IV) w 1305 przejął od Wacława II prawa do Korony Świętego Stefana. W tym samym roku przybył na Węgry, gdzie przy poparciu części szlachty koronował się na króla, przyjmując imię Beli V. Przez kolejne dwa lata Otto musiał zmagać się z popieranym przez papiestwo i resztę panów węgierskich pretendentem do korony Karolem Robertem Andegawenem (który z kolei po kądzieli był potomkiem Stefana V).

### Andegawenowie (Kapetyngowie), 1308–1395
Po wygaśnięciu Arpadów na tronie zasiadł król Polski i Czech Wacław z rodu Przemyślidów, od 1308 przedstawiciel dynastii Andegawenów – Karol Robert. Drugim królem tego rodu na tronie węgierskim był Ludwik I Wielki, panujący w latach 1342-1382. Ludwik poszerzył swoje rządy na tereny po Morze Czarne, Adriatyk, czasowo okupował Królestwo Neapolu. W 1370 roku, po śmierci Kazimierza III Wielkiego, został królem Polski.
| Obraz | Imię                    | Ojciec                  | Narodziny     | Małżeństwo               | Początek panowania                        | Koniec panowania                 | Śmierć                   | Mąż                 |
| ----- | ----------------------- | ----------------------- | ------------- | ------------------------ | ----------------------------------------- | -------------------------------- | ------------------------ | ------------------- |
|       | Maria bytomska          | Kazimierz bytomski      | 1280–90       | 1306                     | 1306                                      | 15 grudnia 1317                  | 15 grudnia 1317          | Karol Robert        |
|       | Beatrycze Luksemburska  | Henryk VII Luksemburski | 1305          | 24 czerwca/września 1318 | 24 czerwca/września 1318                  | 11 listopada 1319                | 11 listopada 1319        | Karol Robert        |
|       | Elżbieta Łokietkówna    | Władysław I Łokietek    | 1305          | 6 lipca 1320             | 6 lipca 1320                              | 16 lipca 1342 śmierć małżonka    | 29 grudnia 1380          | Karol Robert        |
|       | Małgorzata Luksemburska | Karol IV Luksemburski   | 24 maja 1335  | 3 sierpnia 1342          | 16 lipca 1342 wstąpienie na tron małżonka | 1349, przed października         | 1349, przed października | Ludwik Węgierski    |
|       | Elżbieta Bośniaczka     | Stefan II Kotromanić    | 1340          | 20 czerwca 1353          | 20 czerwca 1353                           | 10 września 1382 śmierć małżonka | przed 16 stycznia 1387   | Ludwik Węgierski    |
|       | Małgorzata z Durazzo    | Karol z Durazzo         | 28 lipca 1347 | 24 stycznia 1369/70      | 31 grudnia 1385 koronacja małżonka        | 24 lutego 1386 śmierć małżonka   | 6 sierpnia 1412          | Karol III z Durazzo |

Po śmierci Ludwika na tronie zasiadł (w 1387) Zygmunt Luksemburski, który poślubił córkę Ludwika, Marię. Rozpadła się unia z Polską, gdzie władzę objęła druga z córek Ludwika, Jadwiga.

### Luksemburgowie, 1395–1437
| Obraz | Imię             | Ojciec             | Narodziny | Małżeństwo | Początek panowania | Koniec panowania               | Śmierć        | Mąż                  |
| ----- | ---------------- | ------------------ | --------- | ---------- | ------------------ | ------------------------------ | ------------- | -------------------- |
|       | Barbara Cylejska | Herman II Cylejski | 1390/95   | 1406       | 1406               | 9 grudnia 1437 śmierć małżonka | 11 lipca 1451 | Zygmunt Luksemburski |

### Habsburgowie, 1437–1439
| Obraz | Imię                  | Ojciec               | Narodziny           | Małżeństwo       | Początek panowania                         | Koniec panowania                     | Śmierć          | Mąż      |
| ----- | --------------------- | -------------------- | ------------------- | ---------------- | ------------------------------------------ | ------------------------------------ | --------------- | -------- |
|       | Elżbieta Luksemburska | Zygmunt Luksemburski | 7 października 1409 | 28 września 1421 | 9 grudnia 1437 wstąpienie na tron małżonka | 27 października 1439 śmierć małżonka | 19 grudnia 1442 | Albert I |

### Jagiellonowie, 1440–1444
W 1440 królem został władca Polski Władysław III Warneńczyk, który zginął w bitwie pod Warną w 1444. Rządy objął tymczasowo Jan Hunyady.

### Hunyady, 1458–1490
| Obraz | Imię                    | Ojciec              | Narodziny         | Małżeństwo      | Początek panowania | Koniec panowania                | Śmierć           | Mąż           |
| ----- | ----------------------- | ------------------- | ----------------- | --------------- | ------------------ | ------------------------------- | ---------------- | ------------- |
|       | Katarzyna z Podiebradów | Jerzy z Podiebradów | 11 listopada 1449 | 1 maja 1461     | 1 maja 1461        | 8 marca 1464                    | 8 marca 1464     | Maciej Korwin |
|       | Beatrycze Aragońska     | Ferdynand I         | 16 listopada 1457 | 15 grudnia 1476 | 15 grudnia 1476    | 6 kwietnia 1490 śmierć małżonka | 23 września 1508 | Maciej Korwin |

### Jagiellonowie, 1490–1526
| Obraz | Imię                 | Ojciec                    | Narodziny         | Małżeństwo          | Początek panowania                           | Koniec panowania                                                 | Śmierć               | Mąż                        |
| ----- | -------------------- | ------------------------- | ----------------- | ------------------- | -------------------------------------------- | ---------------------------------------------------------------- | -------------------- | -------------------------- |
|       | Barbara Hohenzollern | Albrecht III Achilles     | 30 maja 1464      | 20 sierpnia 1476    | 18 września 1490 wstąpienie na tron małżonka | 1491 rozwód                                                      | 4 września 1515      | Władysław II Jagiellończyk |
|       | Beatrycze Aragońska  | Ferdynand I               | 16 listopada 1457 | 4 października 1490 | 4 października 1490                          | 7 kwietnia 1500 Małżeństwo anulowane przez papieża Aleksandra VI | 23 września 1508     | Władysław II Jagiellończyk |
|       | Anna de Foix-Candale | Gaston II de Foix-Candale | 1484              | 29 września 1502    | 29 września 1502                             | 26 lipca 1506                                                    | 26 lipca 1506        | Władysław II Jagiellończyk |
|       | Maria Habsburżanka   | Filip I Piękny            | 18 września 1505  | 13 stycznia 1522    | 13 stycznia 1522                             | 29 sierpnia 1526 śmierć małżonka                                 | 18 października 1558 | Ludwik II Jagiellończyk    |

W 1526, po śmierci Ludwika II Jagiellończyka w bitwie pod Mohaczem, na króla Węgier przez zgromadzenia szlacheckie w Tokaju (X 1526) i w Székesfehérvárze (XI 1526) został wybrany Jan Zápolya. W grudniu tego roku jednak magnaci pod wodzą rodu Frangepán obwołali w Cetinie królem arcyksięcia Austrii Ferdynanda Habsburga, młodszego brata cesarza Karola V.

### Zápolyowie, 1526–1570
| Obraz | Imię                | Ojciec          | Narodziny        | Małżeństwo     | Początek panowania | Koniec panowania              | Śmierć           | Mąż         |
| ----- | ------------------- | --------------- | ---------------- | -------------- | ------------------ | ----------------------------- | ---------------- | ----------- |
|       | Izabela Jagiellonka | Zygmunt I Stary | 18 stycznia 1519 | 23 lutego 1539 | 23 lutego 1539     | 22 lipca 1540 śmierć małżonka | 15 września 1559 | Jan Zápolya |

### Habsburgowie, 1526–1780
| Obraz | Imię                                        | Ojciec                     | Narodziny                       | Małżeństwo           | Początek panowania                           | Koniec panowania                     | Śmierć           | Mąż                     |
| ----- | ------------------------------------------- | -------------------------- | ------------------------------- | -------------------- | -------------------------------------------- | ------------------------------------ | ---------------- | ----------------------- |
|       | Anna Jagiellonka                            | Władysław II Jagiellończyk | 23 lipca 1503                   | 25 maja 1521         | 29 sierpnia 1526 wstąpienie na tron małżonka | 27 stycznia 1547                     | 27 stycznia 1547 | Ferdynand I Habsburg    |
|       | Maria Hiszpańska                            | Karol V Habsburg           | 21 czerwca 1528                 | 13 września 1548     | września 1563 wstąpienie na tron małżonka    | 12 października 1576 śmierć małżonka | 26 lutego 1603   | Maksymilian II Habsburg |
|       | Anna Tyrolska                               | Ferdynand II Habsburg      | 4 października 1585             | 4 grudnia 1611       | 4 grudnia 1611                               | 14 grudnia 1618                      | 14 grudnia 1618  | Maciej II               |
|       | Eleonora Gonzaga                            | Wincenty I Gonzaga         | 23 września 1598                | 4 lutego 1622        | 4 lutego 1622                                | 15 lutego 1637 śmierć małżonka       | 27 czerwca 1655  | Ferdynand II Habsburg   |
|       | Maria Anna Habsburg                         | Filip III Habsburg         | 18 sierpnia 1606                | 20 lutego 1631       | 20 lutego 1631                               | 13 maja 1646                         | 13 maja 1646     | Ferdynand III Habsburg  |
|       | Maria Leopoldyna Austriaczka                | Leopold V Habsburg         | 6 kwietnia 1632                 | 2 lipca 1648         | 2 lipca 1648                                 | 7 sierpnia 1649                      | 7 sierpnia 1649  | Ferdynand III Habsburg  |
|       | Eleonora Gonzaga                            | Karol II Gonzaga           | 18 listopada 1630               | 30 kwietnia 1651     | 30 kwietnia 1651                             | 2 kwietnia 1657 śmierć małżonka      | 6 grudnia 1686   | Ferdynand III Habsburg  |
|       | Małgorzata Teresa Habsburżanka              | Filip IV Habsburg          | 12 lipca 1651                   | 12 grudnia 1666      | 12 grudnia 1666                              | 12 marca 1673                        | 12 marca 1673    | Leopold I Habsburg      |
|       | Klaudia Felicyta Habsburg                   | Ferdynand Karol Habsburg   | 30 maja 1653                    | 15 października 1673 | 15 października 1673                         | 8 kwietnia 1676                      | 8 kwietnia 1676  | Leopold I Habsburg      |
|       | Eleonora Magdalena von Pfalz-Neuburg        | Filip Wilhelm Wittelsbach  | 6 stycznia 1655                 | 14 grudnia 1676      | 14 grudnia 1676                              | 5 maja 1705 śmierć małżonka          | 19 stycznia 1720 | Leopold I Habsburg      |
|       | Wilhelmina Amalia Brunszwicka               | Jan Fryderyk               | 21 kwietnia 1673                | 24 lutego 1699       | 24 lutego 1699                               | 17 kwietnia 1711 śmierć małżonka     | 10 kwietnia 1742 | Józef I Habsburg        |
|       | Elżbieta Krystyna z Brunszwiku-Wolfenbüttel | Ludwik Rudolf              | 28 sierpnia (28 września?) 1691 | 1 sierpnia 1708      | 17 kwietnia 1711 wstąpienie na tron małżonka | 20 października 1740 śmierć małżonka | 21 grudnia 1750  | Karol III               |

### Dom Habsbursko-Lotaryński, 1780–1918
| Obraz | Imię                           | Ojciec                          | Narodziny         | Małżeństwo           | Początek panowania                            | Koniec panowania                    | Śmierć           | Mąż                    |
| ----- | ------------------------------ | ------------------------------- | ----------------- | -------------------- | --------------------------------------------- | ----------------------------------- | ---------------- | ---------------------- |
|       | Maria Ludwika Burbon           | Karol III Hiszpański            | 24 listopada 1745 | 16 lutego 1764       | 20 lutego 1790 wstąpienie na tron małżonka    | 1 marca 1792 śmierć małżonka        | 15 maja 1792     | Leopold II Habsburg    |
|       | Maria Teresa Burbon-Sycylijska | Ferdynand I Burbon              | 6 czerwca 1772    | 15 sierpnia 1790     | 1 marca 1792 wstąpienie na tron małżonka      | 13 kwietnia 1807                    | 13 kwietnia 1807 | Franciszek II Habsburg |
|       | Maria Ludwika Habsburg-Este    | Ferdynand Habsburg              | 14 grudnia 1787   | 6 stycznia 1808      | 6 stycznia 1808                               | 7 kwietnia 1816                     | 7 kwietnia 1816  | Franciszek II Habsburg |
|       | Karolina Augusta Wittelsbach   | Maksymilian I Józef Wittelsbach | 8 lutego 1792     | 29 października 1816 | 29 października 1816                          | 28 września 1830                    | 9 lutego 1873    | Franciszek II Habsburg |
|       | Maria Anna Sabaudzka           | Wiktor Emanuel I                | 19 września 1803  | 12 lutego 1831       | 12 lutego 1831                                | 2 grudnia 1848 abdykacja małżonka   | 4 maja 1884      | Ferdynand V Habsburg   |
|       | Elżbieta Bawarska              | Maksymilian Bawarski            | 24 grudnia 1837   | 24 kwietnia 1854     | 24 kwietnia 1854                              | 10 września 1898                    | 10 września 1898 | Franciszek Józef I     |
|       | Zyta Burbon-Parmeńska          | Robert I Parmeński              | 9 maja 1892       | 13 czerwca 1911      | 21 listopada 1916 wstąpienie na tron małżonka | 11 listopada 1918 wygnanie małżonka | 14 marca 1989    | Karol IV Habsburg      |